# Wilderness (TV-serie)
Wilderness är en brittisk thriller- och dramaserie i regi av So Yong Kim med manus av Marnie Dickens och Matilda Feyiṣayọ Ibini efter B.E. Jones bok med samma namn. Första säsongen består av sex avsnitt. Ledmotiv är Taylor Swifts låt Look What You Made Me Do (Taylor's Version). Wilderness hade premiär på Prime Video den 15 september 2023.

## Handling
Serien kretsar kring ett till synes lyckligt gift brittisk par, Liv och Will. Vad Will inte känner till är att Liv är medveten om att han är otrogen och planerar sin hämnd.

## Rollista i urval
- Jenna Coleman - Liv
- Oliver Jackson-Cohen - Will
- Ashley Benson - Cara
- Eric Balfour - Garth
- Claire Rushbrook - Caryl
- Marsha Stephanie Blake - Rawlings
- Morgana Van Peebles - Ash
- Jonathan Keltz - Wiseman
- Talia Balsam - Bonnie
- Crystal Balint - Liana
- Natalie Sharp - Marissa
- Geoff Gustafson - Zach
- Jake Foy - Anton
- Jerod Thomas Winfrey Blake